# حجل كستنائي الصدر
حجل كستنائي الصدر (الإسم العلمي:Arborophila mandellii)، هو نوع من الطيور يتبع جنس حجلان التلال من أسرة الحجلاوات ضمن فصيلة التدرجية من رتبة الدجاجيات.